# Kontinentális sziki szukkulens és egyéves tófenék-vegetáció
A kontinentális sziki szukkulens és egyéves tófenék-vegetáció (Thero-Suaedetea Vicherek 1973 em. Borhidi 2003) a kontinentális sziknövényzet egyik, a Kárpát-medencében is többfelé megtalálható növénytársulástani osztálya.

## Előfordulása
Az egyéves sziki pozsgások főleg a kiszáradó szikes tavak fenekén és a vakszik foltokon kialakuló, félsivatagi jellegű társulásai sem termőhelyileg, sem florisztikailag nem különíthetők el egyértelműen a fűnemű egyévesek zömmel a szikes tavak iszapos partjain fejlődő társulásaitól. Még az is előfordul, hogy a két csoport domináns fajai egyazon társulásban találkoznak.

## Rendszertani felosztása
Az osztályt két rendre tagoljuk:
- Kontinentális szukkulens sziki vegetáció (Camphorosmo-Salicornietalia) rend – sziki pozsgás növények szubkontinentális félsivatagi jellegű, nyílt, fajszegény társulásai; a tengerparti Thero-Salicornietalia rend vikariáns megfelelője. A szélsőségesen ingadozó nedvességtartalmú szikes területeken nőnek: ott, ahol a só akkumulációja a leghosszabb ideig tart, a felszíni réteg sótartalma a legnagyobb. Ez különösen a szikes mocsarak peremterületein és a szikes padkák közti vízerek mentén gyakori: e helyeken övszerűen vagy sávokban alakulnak ki a nyárra erősen kiszáradó, sókivirágzásos vakszik foltok. Ezekben a társulásokban a növényzet teljesen halofiton jellegű; a legfontosabb társulásalkotó fajok pozsgás terofitonok.

Magyarországon a rendnek egyetlen társulástani asszociációcsoportja fordul elő:
- Sziksófüves-sóballás társulások (Salicornion herbaceae Soó 1933) hét társulással:
  - szolonyec vaksziknövényzet (Camphorosmetum annuae Rapaics ex Soó 1933)
  - szoloncsák vaksziknövényzet (Camphorosma annua-Lepidium cartilagineum-Puccinellia distans Rapaics 1927, illetve Lepidio-Camphorosmetum annuae lepidietosum Soó 1947)
  - sziki zsázsás vaksziknövényzet (Lepidietum crassifolii Wenzl 1934)
  - bajuszpázsitos–sziki sóballás (Crypsido aculeatae–Suaedetum maritimae (Bodrogközy 1966) Mucina 1993)
  - sziksófűtársulás (Salicornietum europaeae hungaricum Soó 1947)
  - magyar sóballás (Suaeda maritima resp. pannonica–Spergularia marginata soc. Soó 1933, illetve Spergulario marginatae – Suaedetum prostratae Vicherek in Moravec & al. 1995)
  - sziki ballagófüves (Salsoletum sodae Slavnić 1948)

- Egyéves szikes tófenék- és iszapnövényzet (Crypsidetalia aculeatae) rend – Meghatározóan iszapos termőhelyek társulásai. Nemcsak szikes tófenekeken fordulhatnak elő, hanem minden olyan helyen, ahol a talajképző üledék kőzetlisztes, a párolgás nagy, és a talajvíz elég közel van a felszínhez, így kiszáradó szikerekben, mélyebb kocsinyomokban, sőt, akár az erősen kitaposott, mélyebb patanyomokban is. A humuszfeltól a talaj sötét, a növényzetben pedig pozsgásokat más fajok, nemzetségek váltják fel:
- a taposást jól tűrő fű- és palkafélék:
  - bajuszpázsit (Crypsis aculeata),
  - karcsú bajuszfű (Heleochloa alopecuroides),
  - széles bajuszfű (Heleochloa schoenoides),
  - magyar palka (Acorellus pannonicus);

- a nitrogénterhelést jól viselő libatopfélék:
  - parti laboda (Atriplex litoralis),
  - dárdás laboda (Atriplex prostrata),
  - tatár laboda (Atriplex tatarica),
  - sziki libatop (Chenopodium chenopodioides),
  - fakó libatop (Chenopodium glaucum),

- valamint a budavirág (Spergularia):
  - szárnyasmagvú budavirág (Spergularia maritima),
  - sziki budavirág (Spergularia salina).

A rendkívül szélsőséges termőhelyeken kialakult társulások fajszegények; a domináns faj elegyetlen populációihoz gyakran  alkalmilag társulnak az egyéb fajok.
Magyarországon a rendnek egyetlen társulástani asszociációcsoportja fordul elő:
- Szikes iszapnövényzet (Cypero-Spergularion salinae Slavnić 1948) hét társulással:
  - bajuszpázsitgyep (Crypsidetum aculeatae Wenzl 1934 em. Mucina),
  - dárdás labodás szoloncsák társulás (Atriplicetum prostratae Wenzl 1934 corr. Gutermann & Mucina 1993),
  - dárdás labodás – libatopos szoloncsák társulás (Atriplici prostratae – Chenopodietum crassifolii Slavnić 1948 corr. Gutermann & Mucina 1993),
  - magyar palkás (Acorelletum pannonici (Soó 1933) Wendelbg. 1943),
  - karcsú bajuszfüves (Heleochloëtum alopecuroidis Rapaics ex Ubrizsy 1948),
  - vastag bajuszfüves (Heleochloëtum schoenoidis (Soó 1933) Topa 1939),
  - faluszéli libatopos (Chenopodietum urbici Soó 1947),